# Lagarotis subalpina
Lagarotis subalpina là một loài tò vò trong họ Ichneumonidae.